# Juan José Muñante

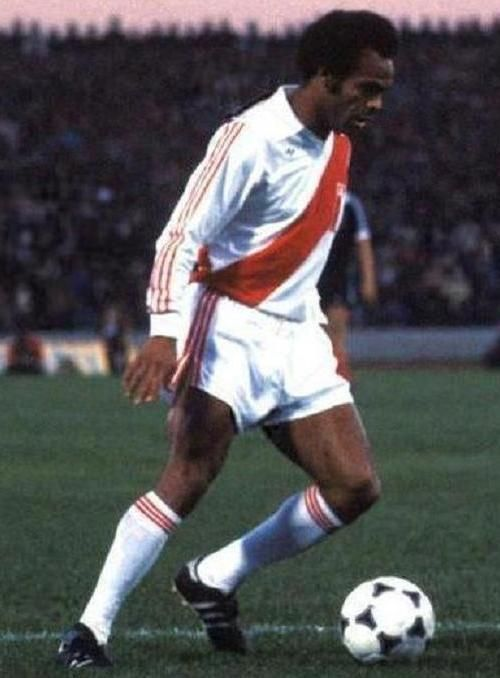
Juan José Muñante

Juan José Muñante (* 12. Juni 1948 in Pisco; † 23. April 2019 in Miami) war ein peruanischer Fußballspieler auf der Position eines Stürmers. In seiner Heimat Peru hatte er den Spitznamen El Jet, während seines langjährigen Aufenthaltes in Mexiko erhielt er den Beinamen La Cobra.

## Laufbahn

### Verein
Muñante begann seine Laufbahn 1967 bei den Sport Boys in Callao und wechselte zwei Jahre später zum Hauptstadtverein Universitario de Deportes, bei dem er bis 1973 unter Vertrag stand. Mit La U wurde er 1969 und 1971 peruanischer Fußballmeister und erreichte 1972 die Finalspiele um die Copa Libertadores, die gegen den argentinischen Vertreter Independiente verloren wurden.
1973 wechselte er in die mexikanische Liga, wo er zunächst zwei Jahre bei Atlético Español unter Vertrag stand und anschließend fünf Jahre für die UNAM Pumas spielte, mit denen er 1977 die mexikanische Fußballmeisterschaft gewann. Nach einer weiteren Station beim CD Tampico kehrte Muñante nach Peru zurück, wo er seine aktive Laufbahn 1983 bei seinem ersten Verein Sport Boys ausklingen ließ.

### Nationalmannschaft
Zwischen dem 28. Juli 1967 und dem 21. Juni 1978 bestritt „El Jet“ insgesamt 48 Länderspieleinsätze für die peruanische Nationalmannschaft, bei denen er sechs Tore erzielte.
Zum Abschluss seiner Länderspielkarriere gehörte Muñante zum peruanischen WM-Aufgebot 1978 und wirkte in allen Spielen Perus mit.

## Titel
- Peruanischer Meister: 1969 und 1971
- Mexikanischer Meister: 1977